# 아마이아 로메로
아마이아 로메로(Amaia Romero, 1999년 1월 3일 ~ )는 스페인의 가수이다. 음악 경연 프로그램 《오페라시온 트리누포》(Operación Triunfo) 시즌 9에 참여하면서 이름을 알렸다. 유로비전 송 콘테스트 2018 스페인 대표 참가자이며, 참가곡은 "Tu canción"으로 알프레드 가르시아가 피처링을 맡았다.